# Yacht Club Games
Yacht Club Games, LLC es un estudio de desarrollo de videojuegos independiente y distribuidor estadounidense fundado en 2011 por el ex director de WayForward Technologies, Sean Velasco. La compañía anunció su primer título, Shovel Knight, el 14 de marzo de 2013 y lo publicó el 26 de junio de 2014, después de una campaña de Kickstarter exitosa. En 2016, la compañía anunció que comenzaría a publicar juegos de otros estudios y que su primer juego publicado sería Azure Striker Gunvolt: Striker Pack, una compilación que contiene Azure Striker Gunvolt y Azure Striker Gunvolt 2, que se lanzó ese mismo año. Su segundo título publicado fue Cyber Shadow, un juego desarrollado por Mechanical Head Studios, que se lanzó en 2021. En febrero de 2022, anunció su segundo título original, Mina the Hollower.

## Lista de juegos desarrollados
| Año  | Título                            | Género                           | Plataforma | Notas adicionales)                                                                                  |
| ---- | --------------------------------- | -------------------------------- | --- | --------------------------------------------------------------------------------------------------- |
| 2014 | Shovel Knight: Shovel of Hope     | Plataformas                      | Amazon Fire TV, Linux, macOS, Microsoft Windows, Nintendo 3DS, Nintendo Switch, PlayStation 3, PlayStation 4, PlayStation Vita, Wii U, Xbox One | Lanzado originalmente como "Shovel Knight", pero luego renombrado con el subtítulo "Shovel of Hope" |
| 2015 | Shovel Knight: Plague of Shadows  | Plataformas                      | Amazon Fire TV, Linux, macOS, Microsoft Windows, Nintendo 3DS, Nintendo Switch, PlayStation 3, PlayStation 4, PlayStation Vita, Wii U, Xbox One | Paquete de expansión para Shovel Knight                                                             |
| 2017 | Shovel Knight: Specter of Torment | Plataformas                      | Amazon Fire TV, Linux, macOS, Microsoft Windows, Nintendo 3DS, Nintendo Switch, PlayStation 3, PlayStation 4, PlayStation Vita, Wii U, Xbox One | Paquete de expansión para Shovel Knight                                                             |
| 2019 | Shovel Knight: King of Cards      | Plataformas                      | Amazon Fire TV, Linux, macOS, Microsoft Windows, Nintendo 3DS, Nintendo Switch, PlayStation 3, PlayStation 4, PlayStation Vita, Wii U, Xbox One | Paquete de expansión para Shovel Knight                                                             |
| 2019 | Shovel Knight Showdown            | Lucha                            | Amazon Fire TV, Linux, macOS, Microsoft Windows, Nintendo Switch, PlayStation 3, PlayStation 4, Wii U, Xbox One                                 | Paquete de expansión para Shovel Knight                                                             |
| 2021 | Shovel Knight Pocket Dungeon      | Mazmorras, puzle, roguelite      | macOS, Microsoft Windows, interruptor de Nintendo, PlayStation 4                                                                                | Parte de la serie Shovel Knight. Codesarrollado con Vine.                                           |
| 2022 | Shovel Knight Dig                 | Mazmorras, roguelite, plataforma | Apple Arcade, Microsoft Windows, Nintendo Switch                                                                                                | Parte de la serie Shovel Knight. Codesarrollado con Nitrome.                                        |
| 2023 | Mina the Hollower                 | Acción y aventura                | Microsoft Windows, macOS, Linux | |

## Lista de juegos publicados
| Año  | Título                              | Desarrollador           | Género              | Plataforma(s)                                                                            | Notas adicionales)                                              |
| ---- | ----------------------------------- | ----------------------- | ------------------- | ---------------------------------------------------------------------------------------- | --------------------------------------------------------------- |
| 2016 | Azure Striker Gunvolt: Striker Pack | Inti Creates            | Acción, plataformas | Nintendo 3DS                                                                             | Recopilación de Azure Striker Gunvolt y Azure Striker Gunvolt 2 |
| 2021 | Cyber Shadow                        | Mechanical Head Studios | Acción, plataformas | Linux, macOS, Microsoft Windows, Nintendo Switch, PlayStation 4, PlayStation 5, Xbox One |                                                                 |